# هنریک سدین
هنریک سدین (انگلیسی: Henrik Sedin؛ زادهٔ ۲۶ سپتامبر ۱۹۸۰) بازیکن هاکی روی یخ اهل سوئد است.
از باشگاه‌هایی که در آن بازی کرده‌است می‌توان به ونکوور کناکز اشاره کرد.